# ريك فان لوي
ريك فان لوي (20 ديسمبر 1933 - 18 ديسمبر 2024)، هو دراج بلجيكي. يُعدّ فان لوي أحد أعظم الدرّاجين في التاريخ،  سبق أن شارك في دورة الألعاب الأولمبية الصيفية وفاز بميدالية أولمبية.
ويُعدّ فان لوي أحد أعظم الدرّاجين في سباقات اليوم الواحد، الذي تُوّج بلقبين في بطولة العالم، بالإضافة إلى ثمانية «كلاسيكيات المونيومنت» (مجموعة من سباقات الدراجات الأكثر شهرة وأهمية في العالم وتُعدّ من أبرز التحديات في الرياضة).
وفي مَسيرة امتدت لعقد ناجح بداية من أواخر الخمسينيات من القرن العشرين، كان ريك فان لوي النجم الأول بلا مُنازع في بلجيكا، قبل أن يفسح المجال لصعود إدي ميركس، الذي يُعدّ، على نطاق واسع، أعظم درّاج في تاريخ الرياضة.

## سجل النتائج

### سباقات أو مراحل فاز بها
- طواف فرنسا
- طواف إسبانيا
- بطولة العالم لسباق الدراجات على الطريق

## الميداليات
| الميدالية | المسابقة                       |
| --------- | ------------------------------ |
| ذهبية     | الألعاب الأولمبية الصيفية 1952 |

## روابط خارجية
ريك فان لوي على موقع أرشيف الدراجات (الإنجليزية)
- ريك فان لوي على موقع إحصائيات الدراجات الإحترافية (الإنجليزية)
- ريك فان لوي على موقع CycleBase (الإنجليزية)
- ريك فان لوي على موقع اللجنة الأولمبية الدولية (الإنجليزية)
- ريك فان لوي على موقع أوليمبيديا (الإنجليزية)